# Провіантський провулок (Житомир)
Провіантський провулок — провулок у Корольовському районі міста Житомира.  

## Характеристики
Розташований у Старому місті, розпланованому на теренах історичної місцевості Путятинка. З'єднує вулицю Довженка із вулицею Шевченка. Довжина —близько 250 м. Забудова провулку — садибна житлова. 

## Історія
Провулок прорізаний у 1950-х роках у ході ущільнення забудови кварталу, сформованого до початку ХХ століття та обмеженого прокладеними згідно з генеральними планами вулицями Соляною (нині Шевченка), Міщанською (нині Івана Мазепи), Провіантською (нині Довженка) та Крошенською (нині Князів Острозьких). До виникнення провулку, у кварталі, обмеженому вулицями Міщанською, Провіантською, Крошенською, Соляною знаходився Тупиковий провулок. Останній показаний на плані міста 1941 року як Sackgasse.  
Назва провулку є похідною від назви вулиці Провіантської (нині - Довженка), яка в свою чергу так названа тому що поруч, в районі Путятинського майдану знаходились провіантські (продовольчі) склади.  
Забудова початку і кінця провулка (біля з'єднання провулку з вулицями Довженка та Шевченка) сформувалася ще до 1917 року. Тим часом, середина провулка забудовувалася уже після його прорізки у 1950-х роках.  